# Erwan
Erwan oder Erwann ist ein männlicher Vorname.

## Herkunft und Bedeutung
Der Name Erwan geht auf das althochdeutsche Wort iwa (Eibe) zurück, das auch Bogen aus Eibenholz bedeutet. Der Name bedeutete im übertragenen Sinn Bogenschütze.

## Vorkommen
Der Name wird im französischen und bretonischen Sprachraum verwendet.

## Varianten
Weitere männliche Varianten des Namens sind Yves, Youenn, Yvon.
Weibliche Formen des Vornamens ist Yvonne, Yve, Yvette, Ivonne.

## Namensträger
- Erwan Balanant (* 1971), französischer Politiker
- Erwan Bergot (1930–1993), französischer Offizier und Schriftsteller
- Erwann Binet (* 1972), französischer Politiker
- Erwan Käser (* 1992), Schweizer Skilangläufer
- Erwann Kermorvant (* 1972), französischer Komponist
- Erwann Le Péchoux (* 1982), französischer Florettfechter und vierfacher Weltmeister
- Erwan Kerzanet, französischer Toningenieur
- Ronan & Erwan Bouroullec, ein international tätiges Design-Studio mit Sitz in Paris